# Биків (Дрогобицький район)
Би́ків — село Дрогобицького району Львівської області.

## Географія

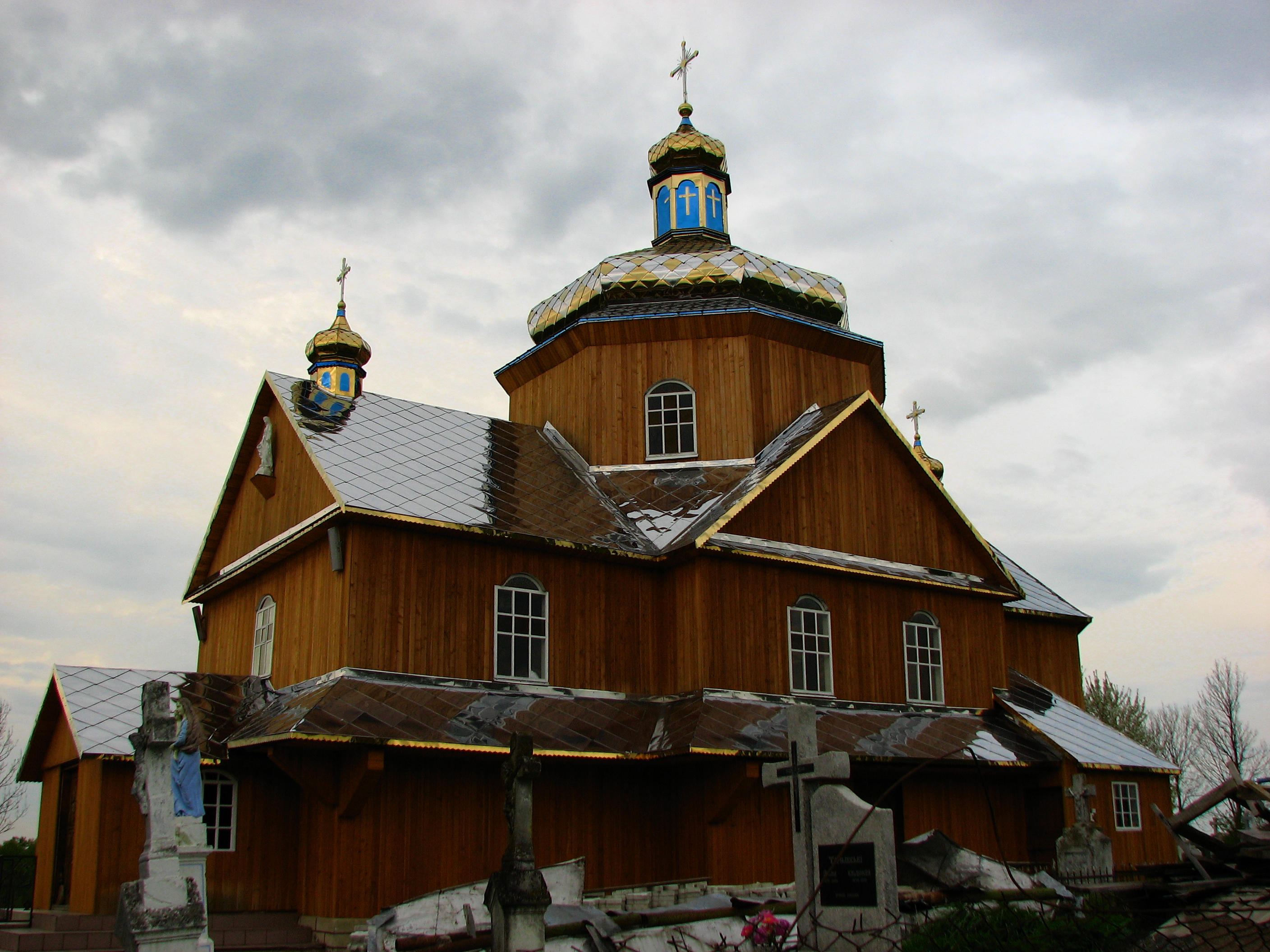
Церква Успіння Пресвятої Богородиці УГКЦ

Биків розташований на північ від районного центру Дрогобича та на південний схід від Самбора, за один кілометр від залізничної станції Дорожів. Село розташоване в улоговині, оточеній пагорбами з трьох боків із нахилом на північ, звідки його захищає високий насип залізниці. Це Дрогобицька передгірна височина, середня висота якої становить 300—400 м над рівнем моря. До найближчої річки Бистриці, у якій можна купатися, приблизно один кілометр. Вона бере початок із джерела в с. Бистриця, недалеко с. Старий Кропивник, пропливає 72 кілометри і впадає в Дністер коло с. Липиці Миколаївського району.
Дорогу до с. Глинне перетинає річка Трудниця двома потоками. Той, що ближче до Бикова, бере початок біля с. Новошичі і, власне, Трудниця, що живиться від джерела в с. Долішній Лужок. Далі перед мостом потоки сходяться і несуть свої води до річки Тисмениці. Трудниця пропливає непомітно в долині, яка розчленовує горбисту місцевість: зліва горбисте пасмо тягнеться до Бикова, а на правому розташоване с. Глинне. Колись Трудниця славилася великою кількістю раків, що свідчило про чистоту її вод. За Глинним починається ліс, за яким знаходиться село Воля Якубова, відоме тим, що там народився полковник Андрій Мельник. Колись через Волю Якубову селяни із Бикова їздили до Дрогобича фірами на базар, що значно скорочувало дорогу. Зараз фірами до міста не їздять, а машини цією дорогою не проїдуть.
Через Биків пропливає потік, його за селом під час меліоративних робіт у 50-х роках минулого століття перетворили на невеликий канал, що віддає свої води Бистриці. Колись джерельні води цього потоку наповнювали жолоб в центрі села, виготовлений із якогось могутнього дерева. Туди вступали на водопій корови, повертаючись із пасовища.

## Назва

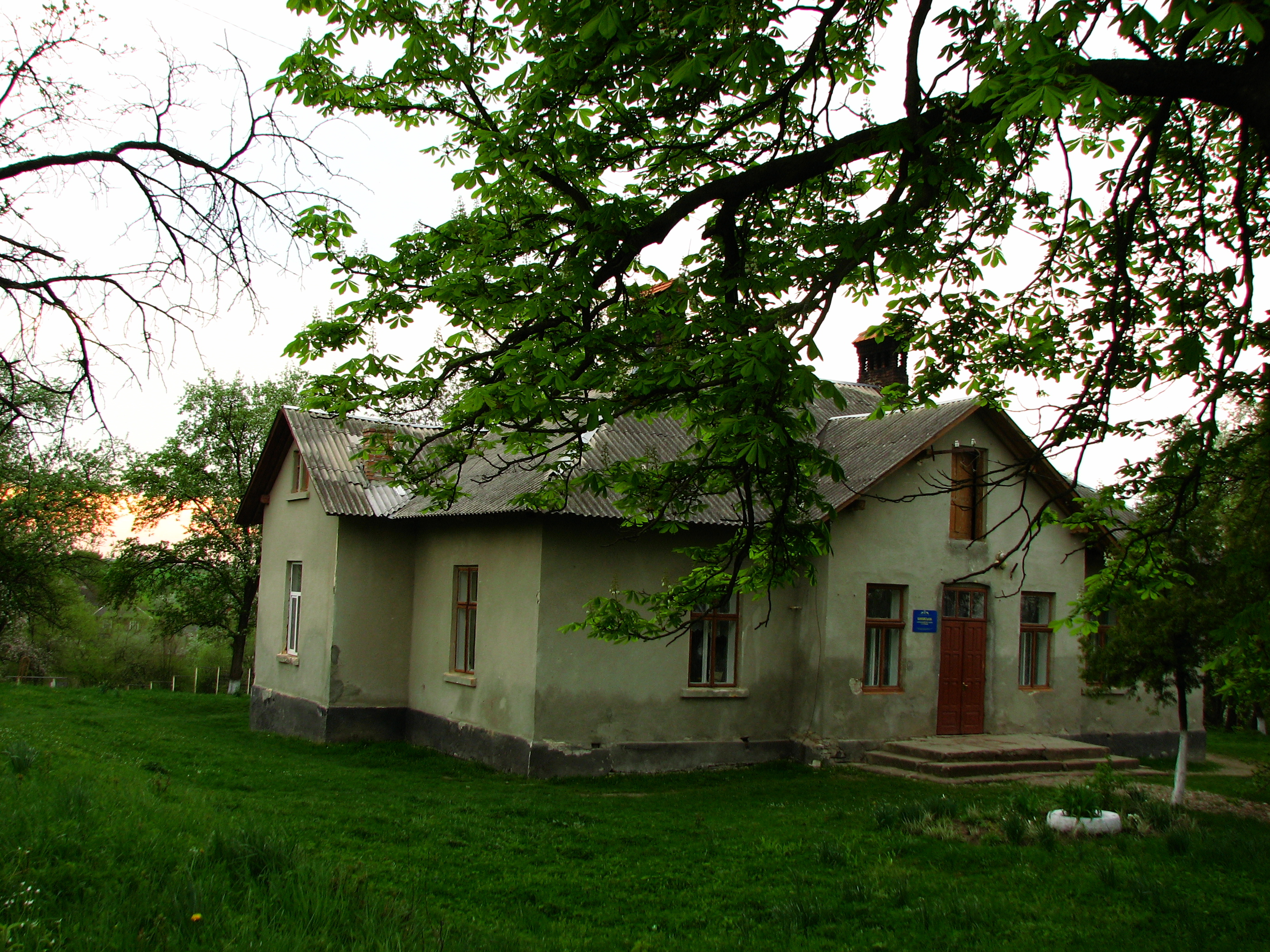
Школа

Згідно з люстрацією 1565 р. в с. Биків сиділо 10 тяглих кметів, тобто селян з тягловою силою, які виконували певні повинності для королівського двору. Такою тягловою силою могли бути бики (воли). Крім того, враховуючи природний ландшафт, місцеві селяни вели скотарсько-землеробський вид господарства. Адже було чимало пасовищ і природних лучних земель для заготівлі сіна, а для орних пісних земель мали органічне добриво. Худобу, зокрема і биків, відгодовували також на продаж.
Як згадує Андрій Гречило у своїй статті «Печатки сіл Дрогобицької округи кінця XVIII ст.», запроваджені австрійською владою в Галичині у кінці XVIII ст. реформи розподілу земель на домініальні (панські) та рустикальні (селянських громад) призвели до появи громадських печаток.
Сюжет зображеного на печатці малюнка міг мати уніфіковане значення для багатьох сіл із зміною лише назви села. Сільські громади Дрогобицької округи переважно мали індивідуальні малюнки, які могли представляти особливості флори і фауни, побутові сцени з сільського життя або характеризувати основні місцеві промисли. А подекуди застосовані символи мали ще й асоціативне значення — вони вказували на назву поселення (скажімо: ясен у Ясениці, бик у Бикові чи борона у Брониці)…

## Герб та прапор

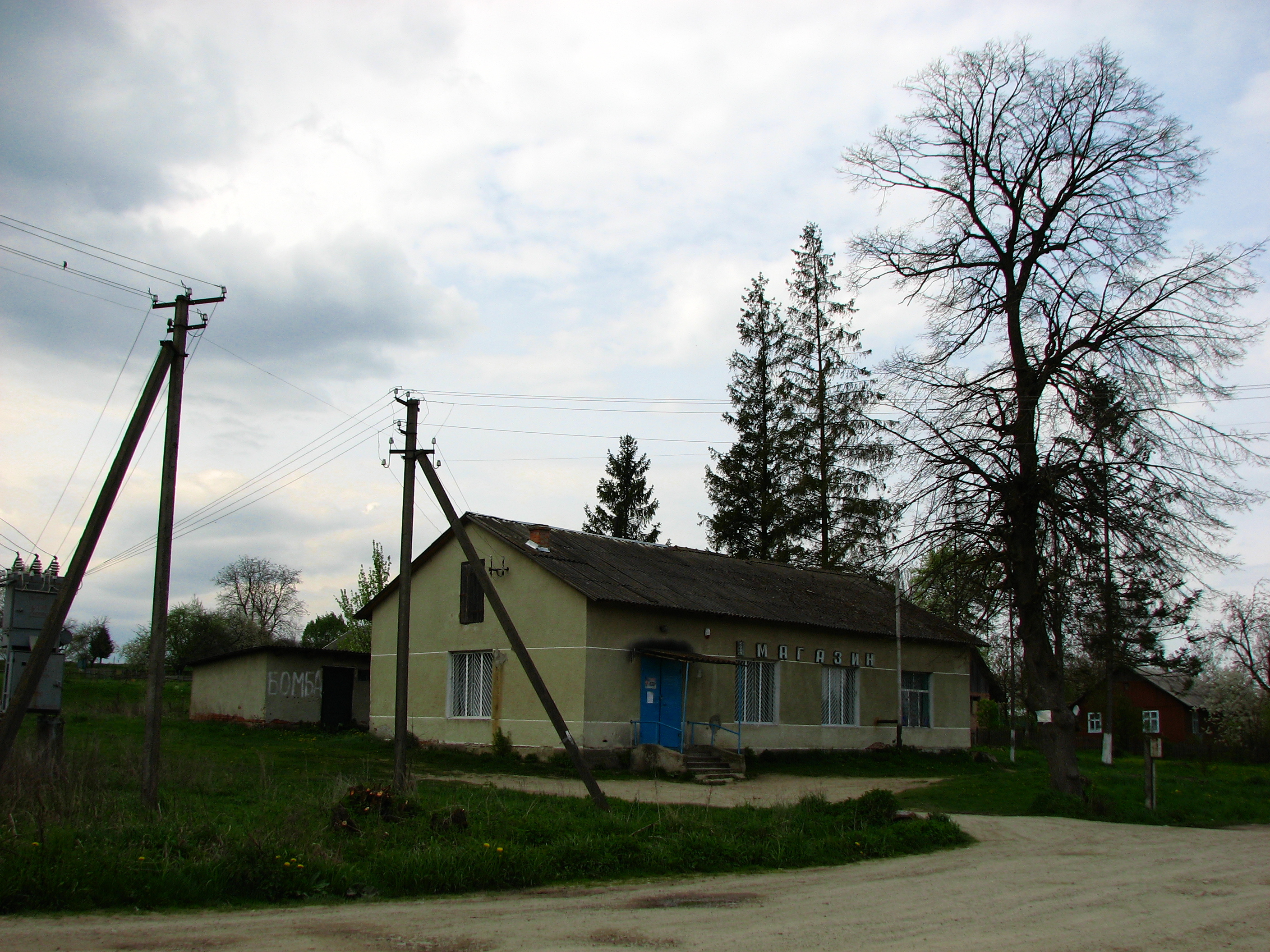
Крамниця

Як символ використано зображення бика, від чого і походить назва села, та чотирилисткової конюшини на згадку про успішну роботу молочарні Маслосоюзу". Автор — доктор історичних наук, голова геральдичного товариства Андрій Гречило.

## Частини села
Биків, хоч невелике і компактне село, мав окремі дільниці зі своїми назвами. Дільниця, де стоїть хата Михайла Кахнівця, називалася Залужа (Залужжя), очевидно, від прізвища пана Залузького. Далі була Шляхта, бо жили там шляхтичі Ортинські, Літинські. З протилежного боку Залужа розкинулась Долинка, а вище від неї до церкви і далі — Горбок. Дві майже паралельні вулиці з'єднував Вигін. Кінець села від Глинного так і називався — Кінець. Поля теж мали свої назви: Заливки, Копане, На Дубовім, Копиліски, На Цегольні, Залузька Гора, Коло Моста, За Потоком, Лучки, Мошинська Долина, де мала свій фільварок родина Літинських, та інші.

## Археологія
На південно-східній околиці села Биків у бік Глинного є курган. У 1998—1999 рр. спільною українсько-польською археологічною експедицією Інституту українознавства ім. І. Крип'якевича та Інституту археології ПАН (м. Краків) його було досліджено.
Основним об'єктом, виявленим у кургані, є рештки поховальної камери, яка знаходилась на глибині 1,15 м і мала розмір 2×2,5 м. Поховальна камера була заповнена суглинком із слідами зітлілого дерева, шматків вугілля, уламками кераміки, крем'яними відщепами. Решток скелету не виявлено, що може пояснюватися поганою збереженістю кісток в умовах агресивних ґрунтів цієї місцевості. Знахідки із поховальної камери належать до пізнього етапу розвитку культури шнуркової кераміки і датуються 3 тисячоліттям до н. е..
При дослідженні кургану в с. Биків було обстежено і околиці. В результаті обстеження місцевості поблизу с. Глинне в урочищі Солтисова гора відкрили великий курганний могильник, який налічує 51 курган на відтинку 2 км. Така насиченість нашої околиці прадавніми некрополями рідкісне явище навіть за європейськими мірками.

## Сьогодення

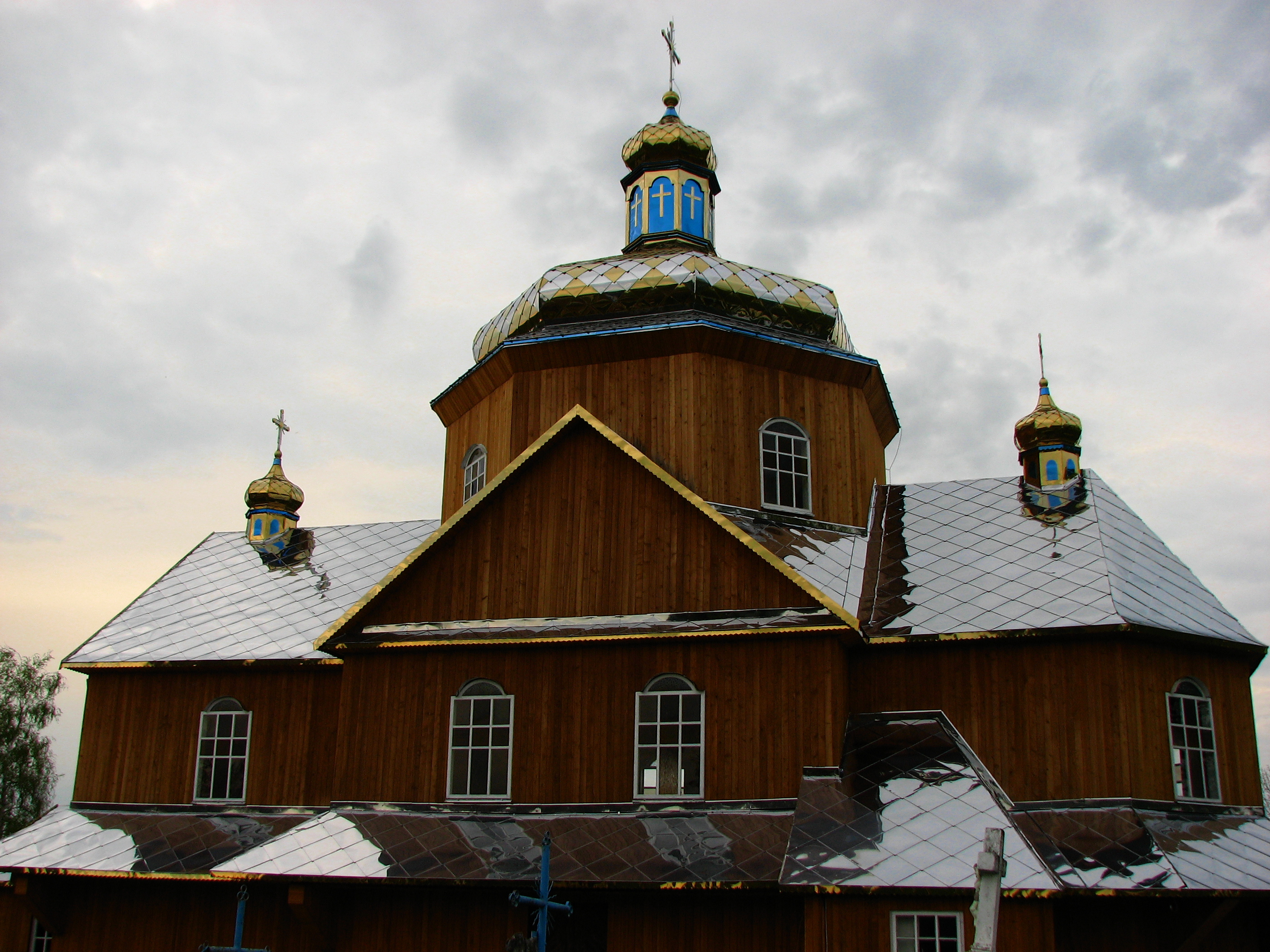

В Бикові є неповна середня школа, клуб, бібліотека, магазин. У вмілих і працьовитих господарів оселі гарно прибрані, із сучасними меблями, навколо квіти. На грядках ростуть культури, яких раніше не садили — суниці, полуниці (трускавки), перець, помідори, патисони, кабачки

## Пам'ятки
- Дерев'яна церква Успіння Пресвятої Богородиці 1926 р.